# Ciągowice
Ciągowice – wieś w Polsce, położona w województwie śląskim, w powiecie zawierciańskim, w gminie Łazy.
W latach 1975–1998 miejscowość administracyjnie należała do województwa katowickiego.
Wieś o zwartej zabudowie położona w północnej części gminy Łazy, blisko źródeł Czarnej Przemszy i jej lewego dopływu Mitręgi. Do dziś zachował się tutaj układ średniowiecznej zabudowy o charakterze miejskim, tj. z upadowym rynkiem i narożnymi wylotami. Przez miejscowość przebiega droga wojewódzka nr 796.

## Nazwa
Miejscowość była wzmiankowana w formach Zancowicz (1326), Czangovicz (1346-58), Czyangowycze (1470-80), Czięgowice (1581), Ciegowice (1629), Ciągowice lub Cięgowice (1880), Ciągowice (1921). Jest to nazwa patronimiczna od nazwy osobowej Ciąg.

## Integralne części wsi
| SIMC    | Nazwa    | Rodzaj     |
| ------- | -------- | ---------- |
| 0216639 | Zacisze  | część wsi  |
| 0216651 | Zazdrość | przysiółek |

## Historia
Miejscowość a zarazem tutejsza parafia św. Bartłomieja Apostoła po raz pierwszy wzmiankowane zostały w sprawozdaniu z poboru świętopietrza sporządzonym przez Andrzeja de Verulis pośród parafii dekanatu sławkowskiego diecezji krakowskiej w 1326 pod nazwą Zancowicz, jako zobowiązana zapłacić podatek wysokości 6 grzywien.
W średniowieczu wieś stanowiła ośrodek hutniczy. Pod względem administracyjnym Ciągowice do końca XIV wieku należały do ziemi krakowskiej. Po utworzeniu województwa krakowskiego weszły w jego skład, ale z przynależnością do powiatu lelowskiego, aż do rozbiorów. Wieś była miejscowością graniczną – tuż za nią przebiegała granica między księstwem siewierskim a Rzecząpospolitą.
W 1789 roku Ciągowice wraz z Turzą i Zazdrością liczyły 50 zabudowań, w tym dwór, 2 karczmy, młyn i 2 browary. Ogółem było 272 mieszkańców, w tym 20 Żydów. W 1791 roku Ciągowice miały 41 zabudowań, w tym dwór, browar, dom dwornika, plebanię, dom organisty, szpital (dom dla ubogich żebraków) oraz szkółkę. W wiosce mieszkało 212 osób (109 mężczyzn i 103 kobiety), w tym 1 pleban, 3 wikarych, 7 osób pochodzenia szlacheckiego i 6 Żydów. W 1879 roku wybudowano murowany kościół w stylu romańskim, który stoi we wsi do dzisiaj.
W latach międzywojennych na terenie Ciągowic wydobywano węgiel brunatny metodą płytkich szybów. Ze względu na duży koszt wydobycia i cienkie pokłady węgla, po zakończeniu II wojny światowej zaniechano eksploatacji.

## Obiekty historyczne i zabytkowe

### Kościół pw. św. Bartłomieja
Drewniany kościół parafialny pw. św. Bartłomieja, pochodzący z XV wieku, spłonął w 1874 roku. Obecny kościół w stylu bazylikowo-romańskim wzniesiono w 1875 roku. Kościół jest kamienny, jednonawowy z wieżą, posiada trzy ołtarze: główny – Matki Bożej z Dzieciątkiem, boczny z prawej – św. Antoniego oraz boczny z lewej – św. Józefa. W prezbiterium wykonane jest belkowanie żebrowane i malatura z czterema ewangelistami, a na suficie w nawie znajdują się obrazy: Matki Bożej Niepokalanej, św. Piotra, św. Pawła i św. Bartłomieja. Zachowały się dwie renesansowe rzeźby z I połowy XVI wieku: św. Floriana i św. Wacława z tarczą. Do innych cennych elementów wyposażenia można zaliczyć: dwie barokowe figury św. Jana Nepomucena z XVIII wieku, rzeźbę barokowo-ludową Chrystusa Zmartwychwstałego, rzeźbę ludową Ecce Homo z XIX wieku, rzeźbę ludową Chrystusa Frasobliwego oraz monstrancję barokową z II połowy XVII wieku z figurkami aniołów.
Na plebanii znajduje się rękopis Hortus Rosarianus z 1779 roku w skórzanej oprawie i współczesnymi okuciami oraz super ekslibrisem z przedstawieniem Chrystusa Ukrzyżowanego, Matki Boskiej i św. Jana oraz literami XABPC odnoszącymi się do ks. Antoniego Biebielskiego, proboszcza w Ciągowicach. Karta tytułowa ma dekorację roślinną.

### Studnia z kapliczką
Na ciągowickim rynku znajduje się studnia z zabytkową kapliczką. Kapliczka pochodzi z I połowy XIX wieku. Ma dach namiotowy, wsparty na czterech kolumnach, kryty blachą. Wewnątrz stoi rzeźba św. Jana Nepomucena, pochodząca z przełomu XVIII i XIX wieku.

### Dworek szlachecki
W zachodniej części wsi częściowo zachował się murowany dworek szlachecki wraz z zabudowaniami dworskimi i parkiem.

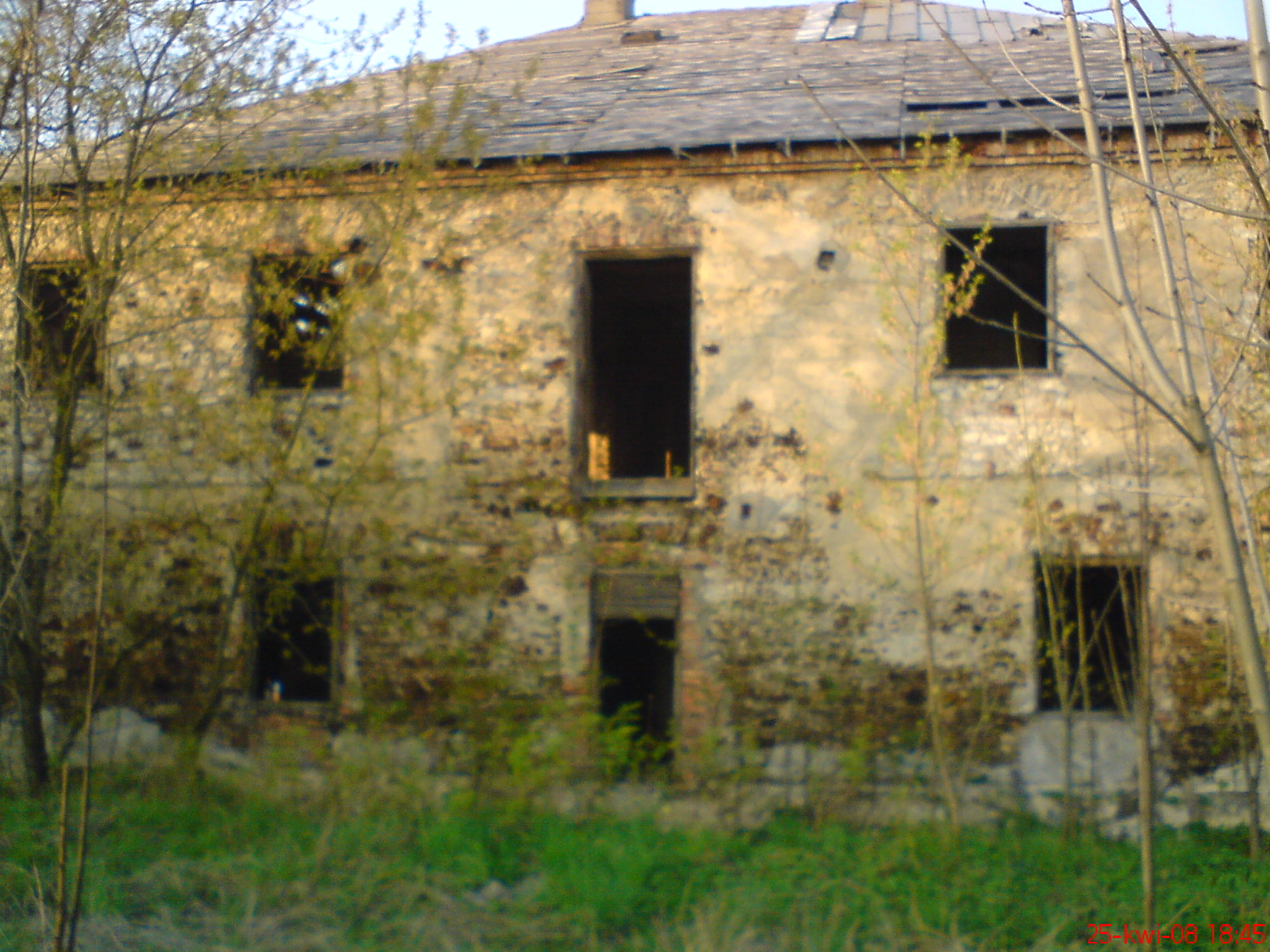
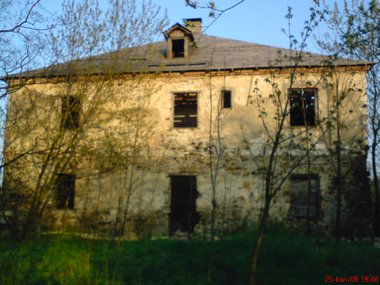
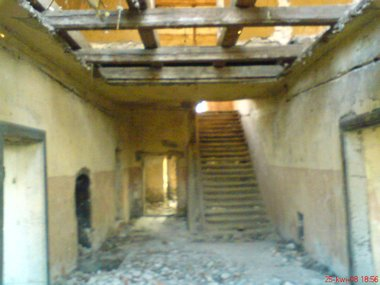
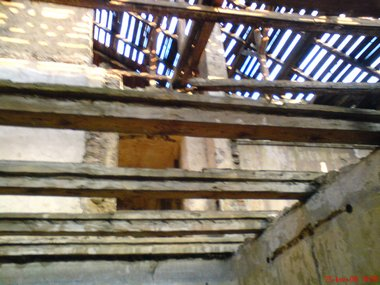

## OSP w Ciągowicach

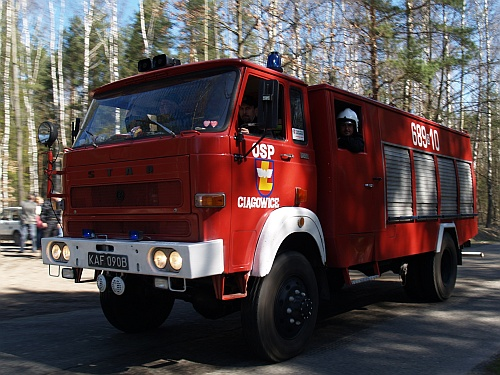
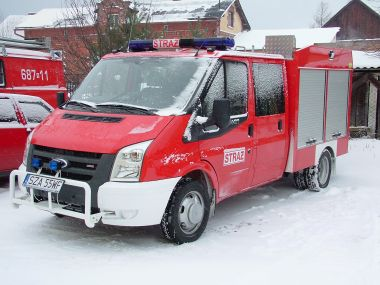
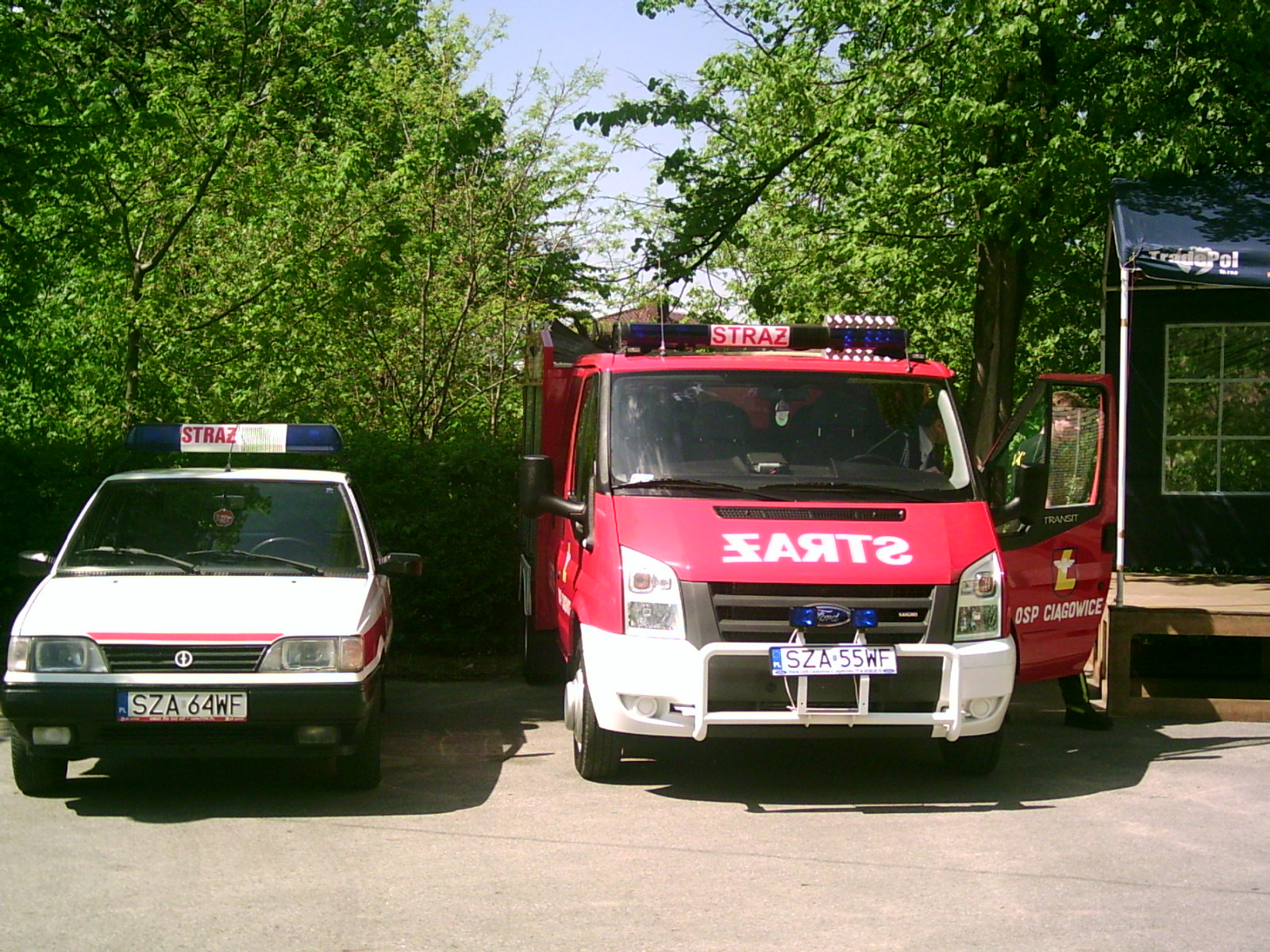
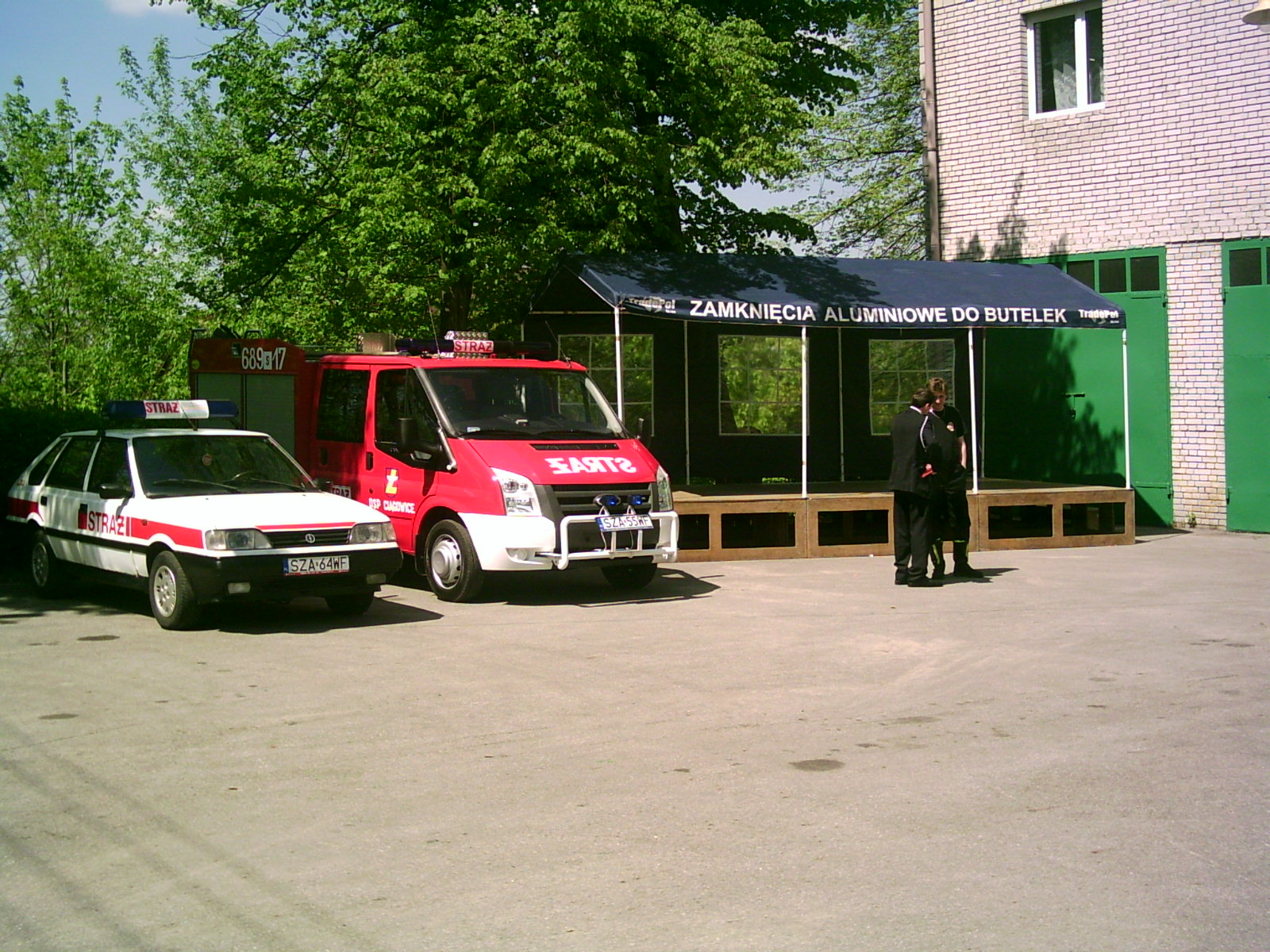
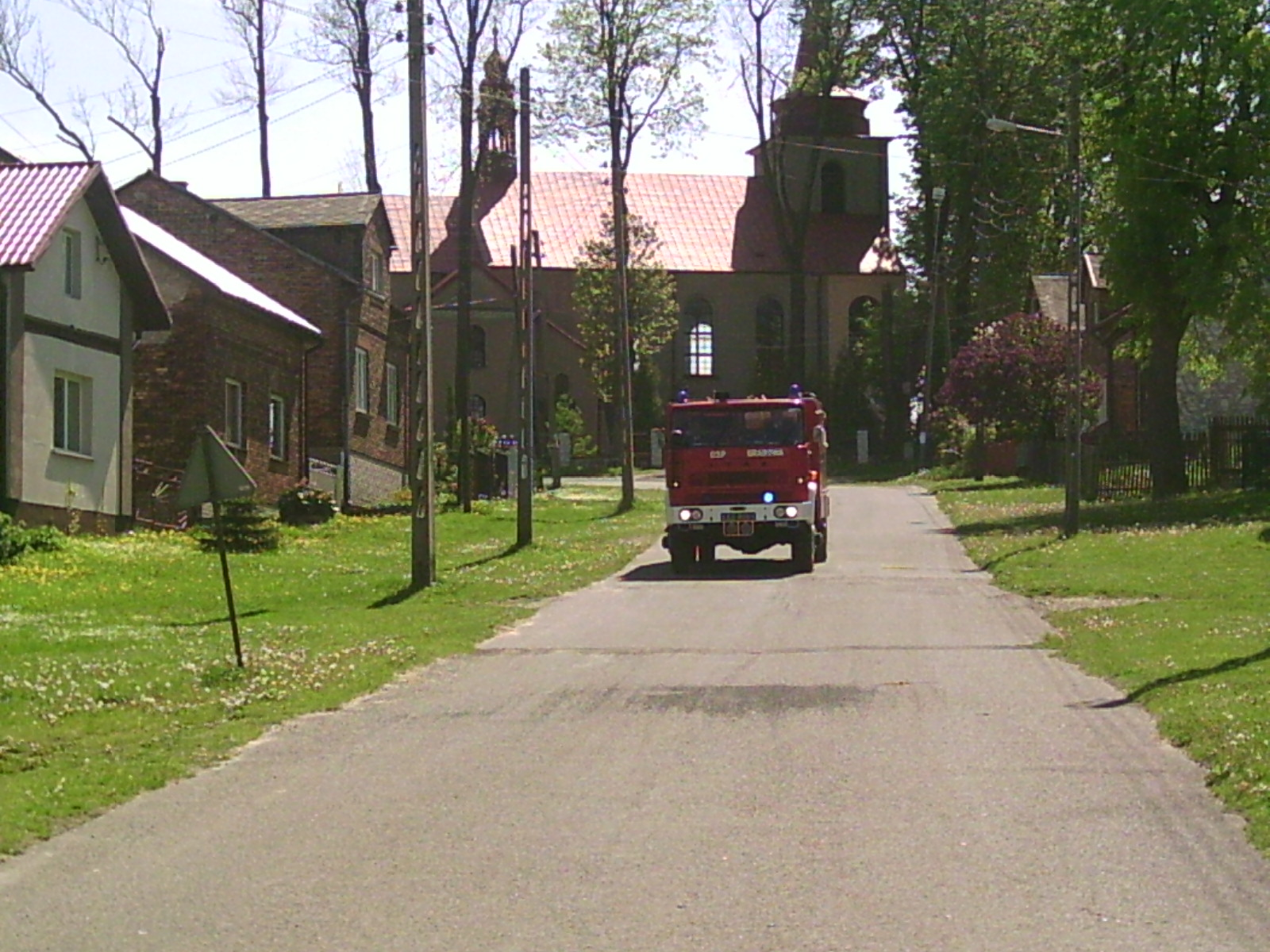

ul. Sienkiewicza 4